# Pascal Hens
Pascal Hens (26 de marzo de 1980, Daun, Renania-Palatinado) fue un jugador alemán de balonmano. Su último equipo fue el HBW Balingen-Weilstetten. Fue un componente de la Selección de balonmano de Alemania.

## Equipos
- SV Kostheim 1912 (1996-1998)
- Eintracht Wiesbaden (1998-1999)
- SG Wallau-Massenheim (1999-2003)
- HSV Hamburg (2003-2016)
- HC Midtjylland (2016)
- HBW Balingen-Weilstetten (2016-2017)

## Palmarés

### HSV Hamburg
- Liga de Campeones de la EHF (2013)
- Bundesliga (2011)
- Recopa de Europa (2007)
- Copa de Alemania (2006 y 2010)
- Supercopa de Alemania (2004, 2006, 2009 y 2010)

### Selección nacional

#### Campeonato del Mundo
- Medalla de plata en el Campeonato del Mundo de 2003
- Medalla de oro en el Campeonato del Mundo de 2007

#### Campeonato de Europa
- Medalla de plata en el Campeonato de Europa de 2002
- Medalla de oro en el Campeonato de Europa de 2004

#### Juegos Olímpicos
- Medalla de plata en los Juegos Olímpicos de 2004

- Datos: Q707435
- Multimedia: Pascal Hens / Q707435